# 41 (szám)
A 41 (negyvenegy) a 40 és 42 között található természetes szám.

## A szám a matematikában
A tízes számrendszerbeli 41-es a kettes számrendszerben 101001, a nyolcas számrendszerben 51, a tizenhatos számrendszerben 29 alakban írható fel.
A 41 páratlan szám, prímszám. Kanonikus alakja 411, normálalakban a 4,1 · 101 szorzattal írható fel. Két osztója van a természetes számok halmazán, ezek növekvő sorrendben: 1 és 41.
Az Eisenstein-egészek körében Eisenstein-prím. Jó prím.
A legkisebb olyan természetes szám, amely hat egymástól különböző prímszám összegeként (2 + 3 + 5 + 7 + 11 + 13), illetve három egymástól különböző, két számjegyű prímszám összegeként (11 + 13 + 17) állítható elő.
Newman–Shanks–Williams-prím. Sophie Germain-prím.
Proth-prím, azaz k · 2ⁿ + 1 alakú prímszám (41=5 · 23 + 1).
Az első hét pozitív egész osztóösszegeinek összege.
A legkisebb egész, aminek reciproka 10-es számrendszerben 5 jegy hosszúságú ismétlődést tartalmaz. Ennek oka, hogy 41 osztója 99999-nek.
Középpontos négyzetszám.
A legkisebb prímszám, amiről nem ismert, hogy tagja-e az Eukleidész–Mullin-sorozatnak.
Négy szám valódiosztó-összegeként áll elő, ezek a 63, a 111, a 319 és a 391..

## A tudományban
- A periódusos rendszer 41. eleme a nióbium.

## A kultúrában
- A negyvenegyedik  Borisz Lavrenyov elbeszélése
- A negyvenegyedik (1927) Jakov Alekszandrovics Protazanov filmje
- A negyvenegyedik (1956) Grigorij Csuhraj filmje